# シアター・プノンペン
『シアター・プノンペン』（原題: The Last Reel）は、2014年のカンボジア映画。1970年代のクメール・ルージュによる大虐殺を潜り抜けた1本の恋愛映画をめぐるヒューマン・ドラマ。

## キャスト
- ソポン／『長い家路』の主演女優ソテア：マー・リネット
- ベチア（シアター・プノンペンの主人）：ソク・ソトゥン
- ソポンの母親：ディ・サヴェット
- ベスナ（ソポンのボーイフレンド）：ルオ・モニー
- 大佐（ソポンの父親）：トゥン・ソーピー

## スタッフ
- 監督／プロデューサー：ソト・クォーリーカー
- 脚本／プロデューサー：イアン・マスターズ
- プロデューサー：マレー・ポープ
- エグゼクティブ・プロデューサー：ロイド・レヴィン、タン・ソト、ニック・レイ、クリス・ホイールドン
- 作曲：クリストファー・エルヴェス
- 音響デザイナー：プローク・トレザイス
- 編集：ケイティー・フラックスマン
- 撮影監督：ボニー・エリオット